# Шмаково (Кетовский район)
Шма́ково — село в Кетовском районе Курганской области, административный центр Шмаковского сельсовета.

## География
Село расположено на реке Юргамыш в 35 км к юго-западу от райцентра с. Кетово и в 42 км к юго-западу от города Кургана.

## Население
| 1989 | 2002  | 2010  |
| ---- | ----- | ----- |
| 1442 | ↗1472 | ↘1319 |

## Социальная сфера
- В селе есть средняя школа (одиннадцатилетка).

## Транспорт
- В селе проходит автодорога Курган — Куртамыш — Троицк.